# Sanicula oviformis
Sanicula oviformis är en flockblommig växtart som beskrevs av X-t.Liu och Z.Y.Liu. Sanicula oviformis ingår i släktet sårläkor, och familjen flockblommiga växter. Inga underarter finns listade i Catalogue of Life.